# Madiama
Madiama est une commune rurale du Mali, dans l'arrondissement central de Djenné, le cercle de Djenné et la région de Mopti.

## Villages
La commune s'étend sur 10 localités relevées lors du recensement général de 2009. 
Les villages les plus peuplés sont :
- Madiama (3 353 habitants)
- Bangassi (1 391 habitants)
- Poromani (1 357 habitants)
- Tatia (1 192 habitants)